# پادماده

مدل استاندارد ذرات بنیادین شامل ذرات و پادذرات

در فیزیک نوین  پادماده (به انگلیسی: Antimatter) ماده ای با خاصیت دیامغناطیسی و رنگ شعله بنفش که ذرات بنیادین و زیراتمی سازنده آن، از ذراتی به نام پادذره (یا جفت کوانتومی ذرات عادی) تشکیل شده‌است. پادذره‌ها در مدل استاندارد، به مفهومی مخالف ذرات زیراتمی تشکیل دهنده مواد قلمداد می‌شوند. و در برابر ذرات معمولی قرار می‌گیرند. میزان بسیار اندکی از ذرات پاد ماده به شکل روزانه در آزمایشگاه‌های شتاب‌دهنده ذرات تولید می‌شود. میزان پادماده تولید شده توسط این سامانه‌ها یا در موارد طبیعی مانند برخورد اشعه‌های کیهانی با جو زمین، یا واپاشی هسته‌ای از چند نانوگرم بیشتر نمی‌شود. و در روش‌های آزمایشگاهی از تمامی این تکنیک‌ها برای ایجاد پاداتم‌ها استفاده شده‌است. تاکنون به دلیل هزینه بسیار بالا، پیچیدگی تکنولوژیکی فراوان، و ناپایداری پادماده در مجاورت ماده، امکان ایجاد پادماده در اندازه‌های مایکروسکوپی فراهم نیامده است.
به لحاظ تئوری، یک ذره و پادذره مقابل آن (به عنوان مثال پروتون و پادپروتون) جرم یکسانی دارند، اما بار الکتریکی آنها مخالف یکدیگر است، همچنین دیگر اعداد و ویژگی‌های کوانتومی آنها نیز با یکدیگر متفاوت است. به عنوان نمونه، یک پروتون بار مثبت دارد درحالی که پادپروتون دارای بار منفی است.
برخورد هر ذره با پادذره متقابلش (جفت کوانتومی اش) (به عنوان مثال میون با پادمیون) به نابودی هر دو ذره منجر می‌شود و نتیجه این واکنش کوانتومی، افزایش سطح فوتون‌های پر انرژی(پرتو گاما) یا نوترینوها و در موارد معدودی ظهور جفتهای ذره-پادذره با جرم کمتر از ذرات اولیه در فیلد کوانتومی می‌شود. بیشترین میزان انرژی آزاد شده بر اثر نابودی ذرات، به شکل پرتوهای یونیزه کننده مانند گاما و ایکس نمود پیدا می‌کند. در صورت حضور مواد عادی در مجاورت این واکنش، حجم انرژی این تابش‌های پر انرژی به شکل گرما یا نور تغییر یافته و جذب مواد عادی می‌شوند. میزان انرژی آزاد شده در اغلب موارد با جرم کلی نابود شده (جرم ماده و پادماده) نسبت مستقیم دارد و بر اساس رابطه هم‌ارزی جرم و انرژی ({\displaystyle E=mc^{2}}) قابل اندازه‌گیری است.
همان‌طور که از کنار هم قرار گرفتن ذرات زیراتمی عادی، اتم‌ها و در نتیجه‌اش مواد عادی شکل می‌گیرند، ذرات زیراتمی پادماده نیز با هم دیگر ترکیب شده و منجر به ظهور پادماده می‌شوند. به عنوان مثال پوزیترون که پادذره الکترون در خانواده لپتونها محسوب می‌شود، می‌تواند در مجاورت یک پادپروتون تشکیل اتم پادهیدروژن را بدهند. تاکنون شرایط آزمایشگاهی امکان ایجاد هسته اتم پادهلیوم را فراهم کرده‌است، که علاوه بر سختی فراوان این عمل، هسته این پادماده یکی از پیچیده‌ترین پادهسته‌هایی بوده‌است که تاکنون مشاهده شده‌است. قوانین فیزیک تبیین می‌کنند که هسته‌های اتمی پادماده با پیچیدگی‌های بسیار بالاتر که می‌توانند به ایجاد جدول تناوبی پادماده‌ها (نقطه مقابل جدول تناوبی عناصر مواد عادی) منجر شود، امکان‌پذیر است.
شواهد بسیاری دال بر این هستند که کائنات قابل مشاهده تقریباً به شکل کامل از ماده عادی تشکیل شده‌است و این فرض که جهان از ترکیب یکسان ماده و پادماده تشکیل شده‌است اشتباه است. مسئله عدم برابری میزان ماده و پادماده در جهان قابل مشاهده یکی از مسائل بزرگ حل نشده علم فیزیک است.

## تعاریف
از آنجایی که ماده «عادی» (یا ماده ای که پادماده نیست) دارای اعداد باریونی و لپتونی مثبت است، می‌توان به این تعریف دست یافت که پادماده ماده ای است که دارای اعداد باریونی و لپتونی منفی باشد. ذرات بر اساس این روش طبقه‌بندی جفتهای پاد یکدیگر محسوب می‌شوند. به عنوان مثال، پوزیترون در برابر الکترون به عنوان جفت «پاد» آن قرار می‌گیرد.

## تاریخچه ادراکی

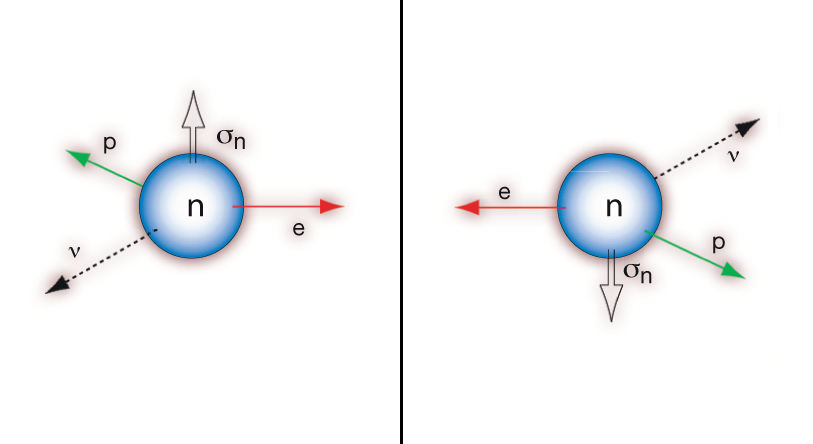
دو نوع فروپاشی نوترون یک پروتون، یک الکترون و یک پادنوترینو الکترونی تولید می‌کنند اما آنها را در پیکربندی‌های مختلف بیرون می‌کنند، آزمایش‌ها در NIST هیچ عدم تعادلی را شناسایی نکردند، اما حساسیت بهبودیافته می‌تواند به ایجاد محدودیت‌هایی برای نظریه‌های رقیب در مورد عدم تعادل ماده-ضد ماده در جهان کمک کند..

در تئوری‌های مواد قدیمی تر ایده ماده منفی یا ماده خارق‌العاده مطرح شده بود اما امروزه دیگر کنار گذاشته شده‌اند. ویلیام هیکس در دهه ۱۸۸۰ با تکیه بر دیدگاه توصیف مکانیکی گرانش که در آن دوران مطرح بود، امکان وجود مواد با گرانش منفی را مورد بحث قرار داده بود. در بین سالهای ۱۸۸۰ تا ۱۸۹۰ کارل پیرسون ایده وجود «اسکورت» ها و همچنین سینک‌های جریان کیهانی اتر را مطرح کرد. بر مبانی این تئوری او، اسکورت‌ها نماینده ماده عادی، و سینک‌ها نماینده ماده منفی بودند. تئوری پیرسون نیاز به یک بعد چهارم برای گذار اتر داشت.
واژه پادماده یا «antimatter» برای اولین بار توسط آرتور شوستر در دو نامه غیررسمی به نیچر در سال ۱۸۹۸ مطرح شد. در این نامه‌ها او احتمال وجود پاداتم‌ها، و همچنین منظومه‌های ستاره ای که کاملاً از پاد ماده تشکیل شده‌اند، و نیز در مورد اینکه ماده و پاد ماده می‌توانند یکدیگر را کاملاً نابود کنند بحث می‌کرد. در آن زمان بیانات شوستر یک بیانیه علمی تئوری نبود، بلکه بیشتر جنبه کنجکاوی داشت و مانند ایده‌های پیشین، و از آنجایی که در مورد گرانش منفی صحبت می‌کرد با تئوری‌های پادماده مدرن و امروزی تفاوت داشت.
دیراک فیزیکدان معروف در ۱۹۲۸ چنین استنباط کرد که همهٔ مواد می‌توانند در دو حالت وجود داشته باشند. وی در آغاز نظریهٔ خود را در مورد الکترون بیان کرد و اظهار داشت که باید ذراتی به نام ضد الکترون هم وجود داشته باشد. این گفته تحقق یافت و فیزیکدان آمریکایی کارل اندرسون در ۱۹۳۲ ضد الکترون یا پوزیترون را کشف کرد. پس از اکتشاف دیراک و اندرسون، سرانجام در اکتبر ۱۹۵۵ ایی لوگسلر، فیزیکدان اهل ایتالیا توانست در شتاب‌دهنده بیوترون در آزمایشگاهی در کالیفرنیا، پاد پروتون و یک سال بعد ۱۹۵۶ پاد نوترون را آشکار کند. اما دانشمندان پا را فراتر گذاشته و در پی ساخت پاد اتم و پاد مولکول برآمدند. 

## محل یافت پادماده

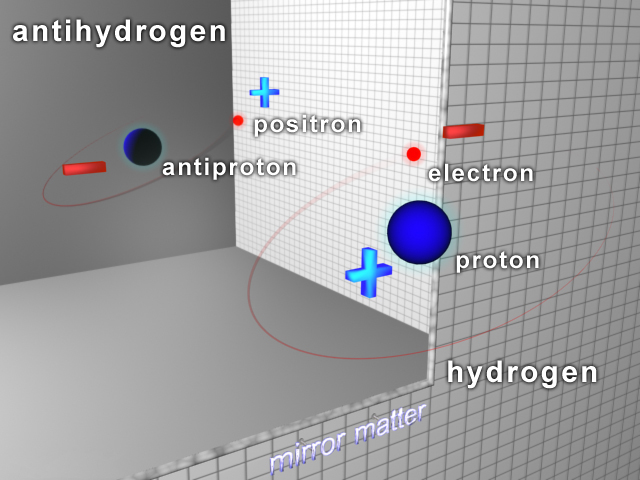
شماتیک سه بعدی از یک آنتی هیدروژن

پاد ماده به‌طور طبیعی در زمین یافت نمی‌شود، به غیر از موارد بسیار نادر و با عمر بسیار کوتاهی که از نتیجه تباهی هسته‌ای و پرتوهای کیهانی به وجود می‌آیند؛ زیرا پاد ماده‌هایی که در زمین و خارج از آزمایشگاه‌های خاصی موجود می‌باشند با برخورد با مواد معمولی، متلاشی می‌شوند. پاد ذره‌ها و بعضی از پاد ماده‌های پایدار (مانند پادهیدروژن)، می‌توانند به مقدار بسیار اندکی تولید شوند، ولی نه به اندازه‌ای که تمام خواص فیزیک-نظری آن‌ها را مورد آزمایش بتوان قرار داد. پادماده در تماس با هر نوع ماده‌ای از بین می‌رود و محققان برای نگهداری و به دام‌اندازی آن از یک قفس میدان الکتریکی و میدان مغناطیسی به نام دام پنینگ استفاده می‌کنند.
واقعیت این است که کاربردهای عملی پادماده کماکان در محدوده علمی-تخیلی قراردارد. در حال حاضر نابودی پوزیترون توسط الکترون، کلید روشن تشخیص پزشکی است که تحت عنوان پرتونگاری تابش پوزیترون یا به اختصار PET شناخته می‌شود.

## تولید مصنوعی

### پوزیترون
پوزیترون که تنها اختلاف آن با الکترون در علامت بار است در سال ۱۹۳۲ به کمک اتاقک ابر ویلسون به دست آمد. در اتاقک ابر ویلسون واقع در میدان مغناطیسی رد باریکی که به‌طور آشکار مربوط به یک ذره تک بار و خیلی سبک همانند الکترون بود، مشاهده شد که در جهتی متناظر با بار مثبت منحرف می‌شد.

### پادپروتون
پادپروتون پاد ذره پروتون است پاد پروتون ذره ای بنیادی نیست و از ترکیب پاد کوارک ها بدست می‌آید. بار الکتریکی این ذره منفی است و اولین بار در ساد ۱۹۵۵ در آزمایشگاه ملی لارنس برکلی آمریکا کشف شد.

### پادنوترون
شاید به این فکر کرده باشید که چطور پادنوترون کشف شده خب اگر این سوال را برای پاد پروتون و پوزیترون تکرار کنیم میتوانیم بگیم که یک اتم که بار الکتریکی پروتون آن منفی و الکترون آن مثبت اما اگر این سوال برای نوترون به کار ببریم شاید در نگاه اول در پاسخ بگوییم که نوترون بار الکتریکی ندارد و خنثی است پس پاد نوترون چه تفاوتی با نوترون دارد؟            خب بهتر است بدانید که هر اتم از ذرات زیر اتمی تشکیل شده که آن ذرات هم از ذرات کوچکتری به نام کوارک تشکیل شدند. در واقع نوترون خود از سه کوارک با بارهای الکتریکی + و یا - تشکیل شده که مجموع بار الکتریکی این سه کوارک صفر است . و پاد در پادنوترون آن کوراک ها است که بار الکتریکی آن قرینه ی بار نوترون عادی است و این قضیه برای پاد پروتون و پوزیترون هم صدق میکند.

### پادهیدروژن
پادهیدروژن شامل پادپروتون و پوزیترون است. در سال ۱۹۹۵ اولین آزمایش‌ها برای تولید آن آغاز شد اما پادهیدروژن به علت داغ بودن بسیار زودتر از آنکه بتوان روی آن آزمایشی انجام داد از بین می‌رفتند. نماد پاد هیدروژن H است.

### پادهلیوم
پادهلیوم پادماده هلیم عادی است که از دو پادپروتون و پوزیترون تشکیل شده‌است.
در این ماده پادپروتون‌ها بار منفی و پوزیترون‌ها بار مثبت دارند.
تاکنون شرایط آزمایشگاهی امکان ایجاد هسته اتم پادهلیوم را فراهم کرده‌است، که علاوه بر سختی فراوان این عمل، هسته این پادماده یکی از پیچیده‌ترین پاد هسته‌هایی بوده‌است که تاکنون مشاهده شده‌است.

## هزینه
با بهای تخمینی ۳۰ میلیارد دلار برای هر گرم پوزیترون و ۶۲٫۵ تریلیون دلار برای هر گرم پادهیدروژن، گفته می‌شود که پادماده پرهزینه‌ترین ماهیت شناخته شده‌است (قابل ارزش گذاری) که حتی یک کیلوگرم آن از چندین تریلیون کیلوگرم الماس هم بیشتر ارزش دارد.

## پادماده در فرهنگ مردمی
به عنوان نمونه در فیلم‌های:به سوی ستارگان یا فرشتگان و شیاطین و کتاب آن وفلش و کراس اور بحران در زمین‌های بینهایت به موضوع پادماده اشاره شده‌است.